# 우카얄리주

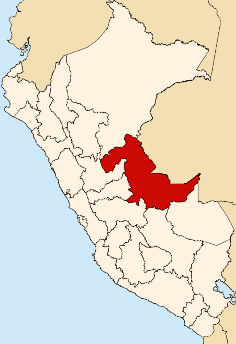
우카얄리 주의 위치

우카얄리주(스페인어: Departamento de Ucayali)는 페루 동부에 위치한 주로 주도는 푸카이파이며 면적은 101,830.64km2, 인구는 432,195명(2005년 기준)이다.
동쪽으로는 브라질과 국경을 접하며 남동쪽으로는 마드레데디오스 주, 남쪽으로는 쿠스코 주, 서쪽으로는 후닌 주와 파스코 주, 우아누코 주, 북쪽으로는 로레토 주와 접한다. 4개 군과 14개 구를 관할한다.